# Aga Khan III
Aga Khan III, född 2 november 1877, död 11 juli 1957, var en anglo-indisk statsman och muhammedansk ledare, som upphöjdes till furste inom Brittiska Indien och betraktades som världens rikaste man.

## Biografi
Aga Khan III var en internationellt välkänd  person, som 1885 övertog  styret över de indiska ismailiterna efter sin far Aga Khan II. Han deltog 1906 i grundandet av All India Muslim League (Muslimska förbundet) i det brittiskstyrda Indien och spelade en viktig roll att bygga upp den muslimska staten Pakistan. 
Absolut lojal mot engelsmännen, vilka han ansåg bäst tillgodose de indiska muslimernas intressen, vädjade han under första världskriget med god effekt till sina anhängare för den engelska saken, och 1916 tillerkändes han furstliga prerogativ. Efter kriget fortsatte han i samförstånd med England sina samlings- och försoningssträvanden i den muslimska världen.
År 1918 gav han ut India in transition, ett mycket viktigt arbete för den politiska process som ledde fram till Indiens självständighet. År 1919 deltog han utvecklandet av den indiska författningsreformen. Efter många års kamp var det genom Aga Khan III:s kamp som det muslimska universitetet i Aligarh kunde grundas 1920. År 1937 var han president i Nationernas förbund i dess högkvarter i Genève, Schweiz.
År 1940 drog sig Aga Khan III tillbaka från det offentligheten. Under många år tillerkändes han enorma inkomster och blev allt mer europeiserad, och bodde under större delen av året i Europa där han blev särskilt känd för sitt intresse för galoppsporten. Han födde upp egna fullblodshästar och fem av hans kapplöpningshästar vann det klassiska Epsom Derby i England.

## Familj
Aga Khan III var gift fyra gånger. Han fjärde hustru (från 1938) var Yvette Blanche Labrousse (född 15 februari 1906, död 1 juli 2000), 1930 års Fröken Frankrike. Hon fick titeln Hennes Kungliga Höghet Begum Mata Salamat (Fredens moder).
Aga Khans son i andra äktenskapet, Aly Khan, född 17 november 1911, var gift med den amerikanska skådespelerskan Rita Hayworth åren 1948-1953. Aly Khan omkom i en bilolycka i Paris 12 maj 1960.
Ismailiternas nuvarande ledare är Aga Khan IV, prins Karim, född 13 december 1936 i Genève, Schweiz, son till Aly Khan i hans första äktenskap med Joan Yarde-Buller, prinsessan Tadjudowlah. Han är den 49:e ättlingen i rakt nedstigande led från Muhammed.